# Carassea connexa
Carassea connexa — вид лишайників, що належить до монотипового роду Carassea з родини кладонієві (Cladoniaceae).

## Систематика
Вид спочатку був віднесений до роду кладонія (Cladonia) та вперше описаний 1887 року як Cladonia connexa. У 2002 році був виокремлений до монотипового роду Carassea і описаний під сучасною назвою.